# Пикульник пушистый
Пикульник пушистый (лат. Galeopsis pubescens) — растение рода Пикульник из семейства Яснотковые. Родом из Европы и Европейской части России.
Высотой от 20 до 50 см. Стебель стоящий, ветвистый, в прилегающем нежном опушении. Лист овальный или ланцетовидный, до 7 см длиной, густо опушённый, правильнозубчатый. Цветки часто пурпурные с жёлтыми точками.